# اسنا دو لارا
اسنا دو لارا (به اسپانیایی: Aceña de Lara) در اسپانیا است که در castile and león واقع شده‌است.